# Jules François Achille Ambroise
Pour les articles homonymes, voir Ambroise.
Jules François Achille Ambroise est un artiste-peintre français, né Jules Francis Achille Ambroise à Paris le 1er juin 1858.

## Biographie
Il est né le 1er juin 1858 à Paris. Il a été élève d'Henri Harpignies.
Jules Francois Achille Ambroise a vécu à Meudon et a notamment peint dans la forêt  de Fontainebleau. Il a exposé au Salon entre 1879 et 1896.
Il est mort en 1919[Où ?].

## Dessins
- Des nymphes rencontrent dans un bois l'Amour endormi : 1879, collection de l'Ensba
- Jean de Matha dans la forêt de Cerfroid en 1193 : 1881, collection de l'Ensba
- Un berger sous un hêtre épais s'essaye sur son chalumeau : 28 août 1884, collection de l'Ensba

## Peintures
- Charrette de foin sur une route de campagne : 1875, Huile sur toile
- Roses dans un vase en porcelaine : 1878, Huile sur toile
- « Paysage de neige dans un village » : 1880, Huile sur panneau,
- Scène des champs : 1882, 33 x 55 cm
- Les chênes du Belvédère de Corot à Fontainebleau : 1883, huile sur toile, H. 168.5 X L. 238.5 cm. Acquis par l'État au Salon le 28 juin 1883 (pour 800 fr.), déposé au musée de Nérac le 24 janvier 1884, puis déplacé au Conseil départemental de Lot-et-Garonne où il est exposé (salle Armand Fallières).
- La basse-cour : 1886, Huile sur toile, 42.5 x 69 cm
- Etang dans la clairière : 1886
- Chemin boisé : 1887, Huile sur toile, 73.8 x 53.4 cm.
- Sortie à la rivière : 1891
- Grands arbres et fougères : 1893, 65,5 x 40,5 cm
- Ramasseur de fagots dans la forêt : 1894, 45,5 x 65 cm
- Lac Léman (Genève) : 1902, Huile sur toile
- Une ferme à Carlepont (Oise) : Huile sur toile, 110 x 170 cm
- Home sur colline 1906
- Lever de soleil sur l'étang : 1910, Aquarelle, 37 x 54 cm

## Signature
La signature de ce peintre est « Ambroise » ou "J. Ambroise".